# Diecezja Ratyzbony
Diecezja ratyzbońska (niem. Bistum Regensburg, łac. Dioecesis Ratisbonensis) – diecezja Kościoła rzymskokatolickiego w południowo-wschodnich Niemczech, w metropolii Monachium i Freising. Powstanie diecezji datowane jest na rok 739, zaś ostatnia zmiana jej granic miała miejsce w 1968 roku.

## Biskupi
- biskup diecezjalny: Rudolf Voderholzer
- biskupi pomocniczy:
  - Josef Graf
  - Reinhard Pappenberger